# The Blendells
The Blendells, oorspronkelijk The Blenders genoemd, was een zeskoppige band uit het oosten van Los Angeles (Californië). Ze maakten rhythm-and-blues met invloeden uit de Latijns-Amerikaanse muziek. Reprise Records gaf van hen twee singles uit. In 1964 bereikten ze de 62ste plaats in de Billboard Hot 100 met een cover van het Stevie Wonder-nummer "La La La La La". Dit liedje werd geschreven door Clarence Paul en de versie van The Blendells stond op het compilatiealbum Baby Don't Go uit 1965. Op de B-kant van de single stond het door Andy Tesso geschreven "Huggie's Bunnies", vernoemd naar de diskjockey DJ Huggy Boy. Hierna toerden ze onder meer met The Dave Clark Five. Het liedje "Dance with Me" werd op 5 maart 1965 als tweede single uitgegeven, met op de B-kant "Get Your Baby".
Hector Gonzalez van Rampart Records heeft samen met de met een Emmy-award bekroonde filmer Jimmy Velarde de documentairefilm 'The West Coast East Side Sound' gemaakt waarin The Blendells en andere pionierende Chicano-rock-'n'-roll'ers van de West Coast worden geëerd, zoals Cannibal & the Headhunters, Thee Midniters, The Jaguars, The In Crowd, Sly, Slick, and the Wicked, Thee Counts, Touch, The Viscounts, The Premiers, The Montclairs, en Thee Atlantics. In 2004 werd de film vertoond in het theater op de campus van de California State University - Northridge.

## Bezetting
- Mike Rincon - basgitaar
- Ronnie Chipres - drums
- Rudy Valona († 2003) - leadgitaar
- Don Cardenas - saxofoon
- Tommy Esparza - slaggitaar
- Sal Murillo - zang